# Diocesi di Imperatriz
La diocesi di Imperatriz (in latino Dioecesis Imperatricis) è una sede della Chiesa cattolica in Brasile suffraganea dell'arcidiocesi di São Luís do Maranhão. Nel 2021 contava 354.930 battezzati su 580.940 abitanti. È retta dal vescovo Vilson Basso, S.C.I.

## Territorio
La diocesi comprende 4 comuni nella parte occidentale dello stato brasiliano di Maranhão: Imperatriz, Açailândia, Amarante do Maranhão e João Lisboa.
Sede vescovile è la città di Imperatriz, dove si trova la cattedrale di Nostra Signora di Fatima.
Il territorio si estende su 25.958 km² ed è suddiviso in 31 parrocchie.

## Storia
La diocesi è stata eretta il 27 giugno 1987 con la bolla Quae maiori Christifidelium di papa Giovanni Paolo II, ricavandone il territorio dalla diocesi di Carolina.

## Cronotassi dei vescovi
Si omettono i periodi di sede vacante non superiori ai 2 anni o non storicamente accertati.
- Affonso Felippe Gregory † (16 luglio 1987 - 3 agosto 2005 ritirato)
- Gilberto Pastana de Oliveira (3 agosto 2005 - 18 maggio 2016 nominato vescovo coadiutore di Crato)
- Vilson Basso, S.C.I., dal 19 aprile 2017

## Statistiche
La diocesi nel 2021 su una popolazione di 580.940 persone contava 354.930 battezzati, corrispondenti al 61,1% del totale.
| anno | popolazione | popolazione | popolazione | presbiteri | presbiteri | presbiteri | presbiteri                | diaconi | religiosi | religiosi | parrocchie |
| anno | battezzati  | totale      | %           | numero     | secolari   | regolari   | battezzati per presbitero | diaconi | uomini    | donne     | parrocchie |
| ---- | ----------- | ----------- | ----------- | ---------- | ---------- | ---------- | ------------------------- | ------- | --------- | --------- | ---------- |
| 1990 | 357.000     | 459.000     | 77,8        | 17         | 6          | 11         | 21.000                    |         | 11        | 59        | 18         |
| 1998 | 490.000     | 562.000     | 87,2        | 30         | 13         | 17         | 16.333                    |         | 18        | 51        | 21         |
| 2001 | 373.603     | 467.004     | 80,0        | 28         | 10         | 18         | 13.342                    |         | 19        | 51        | 21         |
| 2002 | 373.603     | 467.004     | 80,0        | 29         | 10         | 19         | 12.882                    | 1       | 23        | 50        | 21         |
| 2003 | 380.000     | 467.004     | 81,4        | 36         | 18         | 18         | 10.555                    | 1       | 21        | 49        | 25         |
| 2004 | 376.000     | 470.000     | 80,0        | 35         | 17         | 18         | 10.742                    | 1       | 22        | 50        | 25         |
| 2006 | 376.000     | 470.000     | 80,0        | 40         | 22         | 18         | 9.400                     | 3       | 21        | 58        | 25         |
| 2013 | 411.000     | 514.000     | 80,0        | 45         | 28         | 17         | 9.133                     | 1       | 23        | 45        | 26         |
| 2016 | 315.218     | 562.890     | 56,0        | 44         | 30         | 14         | 7.164                     |         | 16        | 38        | 28         |
| 2019 | 349.700     | 572.370     | 61,1        | 52         | 35         | 17         | 6.725                     | 1       | 18        | 50        | 31         |
| 2021 | 354.930     | 580.940     | 61,1        | 56         | 39         | 17         | 6.338                     | 1       | 18        | 50        | 31         |